# Josefina Amalia Villa
Josefina Amalia Villa López (León, 7 d'abril de 1918 -  Madrid, gener de 2006) va ser una activista militant del Partit Comunista d'Espanya, infermera  durant la Guerra civil i presa política durant la Dictadura franquista. El seu testimoniatge va ser decisiu per a conèixer la situació, durant la postguerra, a les presons franquistes.

## Trajectòria
Filla d'un funcionari del Ministeri de Treball, nascut a Mèxic, d'origen asturià. Va estudiar Filosofia i Lletres a la Universitat de Salamanca, on va estar afiliada a la Federació Universitària Escolar (FUE). El Cop d'Estat del 18 de juliol, la va sorprendre a Madrid on havia anat a passar un mes amb el seu germà Rafael, membre de l'equip de natació de Salamanca, que havia de participar en l'Olimpíada Popular de Barcelona i que, davant de la greu situació política, va optar per allistar-se voluntari al front. Villa, que llavors tenia 18 anys, va romandre uns mesos a la Residència femenina d'Estudiants, fins que va acabar un curs d'infermeria i va ser destinada a Múrcia. Amb la desfèta del Bàndol Republicà, va tornar a Madrid i va aconseguir arribar a casa d'uns amics del seu germà. El 7 d'abril de 1939 va ser detinguda, per la delació d'un falangista, acusada d'haver col·laborat amb la República. El 23 d'aquell mateix mes, va ser ingressada en la Presó de Ventas. Abans, havia estat retinguda a les dependències de Governació, on va patir tortures que li van provocar la perforació dels timpans. Allà mateix va coincidir amb Matilde Landa i quan de nit, ambdues van ser interrogades pel comissari Jesus Cabezas, va creure que no arribarien vives a la presó. Més tard el seu testimoniatge, juntament amb el d'altres preses, va servir per a conèixer la trajectòria de Matilde Landa i la tasca jurídica que realitzava des de dins de la presó en favor de les penades a mort.
En aquella primera detenció, Villa va ser incriminada per la seva implicació a l'Agrupació Professional d'Estudiants de Batxillerat i la FUE, a la Universitat de Salamanca, militància que, ja en aquells anys, li havia causat enfrontaments amb el falangista Alonso Cardona, el qual li va seguir la pista i va ordenar la seva detenció el 1939, Malgrat això, va ser deixada en llibertat condicional el 2 de setembre.
A la Presó de Ventas va coincidir, en el departament de menors, amb Martina Barroso García, Ana López Gallego i Victoria Muñoz García, afusellades la matinada del 5 d'agost i conegudes més tard com a integrants del grup de les Tretze Roses. El seu testimoniatge va servir per a reconstruir les seves últimes hores.
El 28 de març de 1940 va a ser novament portada a Governació, encausada en Consell de Guerra i reclosa a las Ventas, d'on va sortir el 18 de maig de 1940, convertida ja en enllaç del Partit Comunista. Al cap de dos anys, el 24 de setembre de 1942, va ser detinguda per tercera vegada i no va recuperar la llibertat fins al 1950.
Villa va ser companya sentimental de Heriberto Quiñones, al qual va visitar i atendre fins que va ser empresonada, just abans del Consell de guerra contra Quiñones, que va ser afusellat el 2 d'octubre de 1942. Sempre va estar convençuda que el jutge instructor Josualdo de la Iglesia havia ordenat la seva detenció perquè no pogués fer-se càrrec del cadàver.
En la sentència del Consell de Guerra, es va fer constar, com a agreujant, la diversa ajuda que Villa havia prestat a Quiñones mentre estava empresonat. Així ho constata l'expedient: “Afirma (ella) que no obstante conocer su notoriedad política, ha seguido manteniendo relaciones con él, (Quiñones) habiendo recibido las cuatro cartas citadas y también mantenido comunicaciones ordinarias y extraordinarias” (ATMTP, S.O. 111.454).
Des del 1944 fins al 1945, va estar reclosa a la presó de dones d'Amorebieta, a Biscaia, habilitada en un col·legi de monges carmelites i regentada per monges oblates, després va ser traslladada al sanatori penitenciari de Segòvia i cap al 1946 va tornar a las Ventas. Mentre era a Segòvia es va produir una vaga de fam, que va tenir gran repercussió, per exigir un tracte digne, a la qual es va adherir Villa, al costat de companyes com Manuela del Arco, Palmira San Juan, Maria Salvo, Vicenta Camacho, etc.
En sortir de la presó, va treballar com a infermera. Va morir a Madrid al gener de 2006.

## Memòria històrica
El seu testimoniatge, amb el d'altres preses, va servir de base per a la investigació i reconstrucció de la vida a les presons franquistes.
- El 1985 Tomasa Cuevas, després de viatjar per tota Espanya, va publicar el llibre intitolat Cárcel de mujeres (1939-1945) que recull les vivències de moltes de les dones que van patir la presó. El testimoniatge de Josefina Amalia Villa inicia el segón volum.[11][12][13]

- Fernando Hernández Holgado, va entrevistar Villa en diverses ocasions el gener de 2001. Els seus records també formen part del seu llibre Mujeres encarceladas: La prisión de Ventas, de la República al Franquismo.[1]
- Josefina Amalia Villa apareix citada com amiga de Manuela del Arco en la biografia novel·lada d'aquesta presa: Memòria del frío.[14]